# Аутомобили за особе у инвалидским колицима
Аутомобили за особе у инвалидским колицима су посебна врста малих возила која су посебно дизајнирана да их вози корисник инвалидских колица, без потребе да прелази из инвалидских колица на седиште аутомобила. Ово их разликује од већине прилагођених аутомобила, који су дизајнирани да се возе са конвенционалног возачког седишта, без обзира да ли је возач корисник инвалидских колица или је на неки други начин физички оштећен. Могу се сматрати подкласом возила приступачних за инвалидска колица, која су претежно конвертовани модели за масовну производњу.

## Историја
Произвођачи аутомобила за кориснике инвалидских колица укључивали су AC Cars у Енглеској, Fend у Западној Немачкој,  Simson DUO  у Источној Немачкој,  СМЗ у Совјетском Савезу и Велорек у Чехословачкој. 
У Уједињеном Краљевству 1960-их и 1970-их, Инвакар је био јефтино возило са малим трошковима одржавања дизајнирано посебно за особе са физичким инвалидитетом. Возила која је испоручила Национална здравствена служба имала су три точка и била су веома лагана, па се њихова погодност на путевима и у саобраћају често сматрала сумњивом из безбедносних разлога.  Последњи Инвакари су су повучени из саобраћаја 2003. године, 27 година након престанка производње, иако неки још увек постоје. Један од последњих примерака из 1976, изложен је у Националном музеју мотора у Хемпширу . 

## Неки од модела у употреби
- Chairiot solo је возило које је развила и продавала у Северној Америци компанија Chairiot Mobility Inc, са седиштем у Риверсидеу, Калифорнија. То је врста  електричног аутомобила, класификован као електрично возило мале брзине или електрично возило способно да пређе 40–50 миља брзином од 25 мпх (35 мпх у неким америчким јурисдикцијама). Има велика задња врата и рампу која омогућава кориснику инвалидских колица да уђе у возило.[4]
- Motion Mirage је електрични микроаутомобил, компактне конструкције, који је тих и еколошки прихватљив  у граду и на селу. Возило има два седишта једно иза другог.[3] Поред особе, на задњем седишту има места и за  намирнице. Возило је опремљено отворон на крову, камером за вожњу уназад, електричним подизачима прозора, ЛЕД осветљењем и више стандарднеих додатака. Батерија се може пунити код куће са нормалном утичницом. Бруто домет возила је 60 км, више него довољно за свакодневну употребу. Максимална брзина возила је 45 км/х и може се возити на путу, бициклистичкој стази или тротоару.[3]
- Inrij-Canta возило је холандског произвођача аутомобила Waaijenberg. Има уграђен пнеуматски лифт који подиже аутомобил након што се инвалидска колица крећу у нивоу земље.
- Kenguru  (мађарски Кенгур ), је возило које је дизајнирао Иштван Кисарослаки, након што се преселио из Мађарске у Тексас, где је обезбедио инвестицију за конструкцију и производњу овог возила. Међутим, до 2017. године возило није ушло у пуну производњу. То је електрични аутомобил, способан да иде до 25 миља на сат, дизајниран за локалну употребу, са процењеним дометом од 60 миља.
- Elbee је возило које је креирала чешка компанија ЗЛКЛ. Возило је званично категорисано као „тешко теренско возило“ које се креће максималном брзином од 80 км/час. Користи јединствени механизам који омогућава кориснику да се креће у возилу или изађе из њега. Корисник  у возило улази кроз предња врата која се окрећу према горе. Компактне димензије возила омогућавају паркирање окомито на тротоар, тако да корисник инвалидских колица може удобно изаћи из возила директно на тротоар, а не на коловоз. Возило може да прими и једног путника (позади).[5]